# Istoria Letoniei
Letonia există ca stat din 1918, ca urmare a Tratatului de Pace de la Paris și a acordării de teritorii pe bază etnico-lingvistică. Înainte de 1918, Letonia fusese o provincie a Imperiului Rus, (gubernie) condusă de un guvernator numit de țar. Numele ei era Livonia, iar teritoriul acesteia includea și sudul Estoniei de astăzi. Denumirea de Livonia datează din perioada primei ocupații germane a teritoriilor baltice, de la începutul secolului al XIII-lea și derivă de la cuvântul Liv, care denumea locuitorii băștinași.

## Perioada germană
Teritoriul baltic populat de acești livi a fost treptat colonizat de o populație germană în cautare de noi pământuri și surse de venit. Pretextul prezenței crescânde a populației germane a fost creștinarea acestei populații încă păgâne la începutul anilor 1200. Erau implicați în această strategie Biserica Catolică germană și mai ales scaunul episcopal din Bremen, precum și cavalerii Ordinului Fraților de Sabie, o grupare militară ce-și pierduse orice menire în Germania odată ce cruciadele luaseră sfârșit. Inițial cele două instituții au decis să colaboreze pentru a-și împărți teritoriile însușite, după care relația a devenit competitivă și conflictuală. După o inițială ripostă a băștinașilor (triburile live, zemgale, curoniene) ce a durat peste 100 de ani, germanii au reușit să își însușească majoritatea teritoriilor locale fie prin forță, fie prin jaf, fie prin alocări ilicite. În acest mod a pierit unul din cele mai razboinice triburi baltice, prușii. Cavalerii germani au exterminat sistematic orice prezență prusacă pe teritoriul baltic, adoptând ulterior numele acestora.
In 1201 a fost fondată Riga, construită treptat pe locul unei foste așezări live. Orașul a devenit și locul de scaun al episcopului de Bremen, acum de Riga - Albert. Datorită prezenței germane din ce în ce mai numeroase, Riga devine cel mai important centru comercial din golful baltic, la gurile râului Daugava. În 1270, Riga devine un oraș-membru al Ligii Hanseatice. Populația locală, indiferent de apartenența tribală, este exclusă de la administrarea orașului, având un statut de paria.
Anii 1520 afectează și statutul credincioșilor germani din Riga, când sub influența puternică a luteranismului, cavalerii Ordinului Fraților de Sabie încearcă să sustragă Bisericii Catolice toate proprietățile. Populația băștinașă este și ea implicată, chiar și indirect, în această feudă și mulți localnici (fie livi, fie lațtgali, fie zemgali ori cursi) se convertesc la luternaism ca urmare a promisiunilor celor ce îl promovau și împotriva prezenței Bisericii Catolice.

## Ocupația poloneză și suedeză

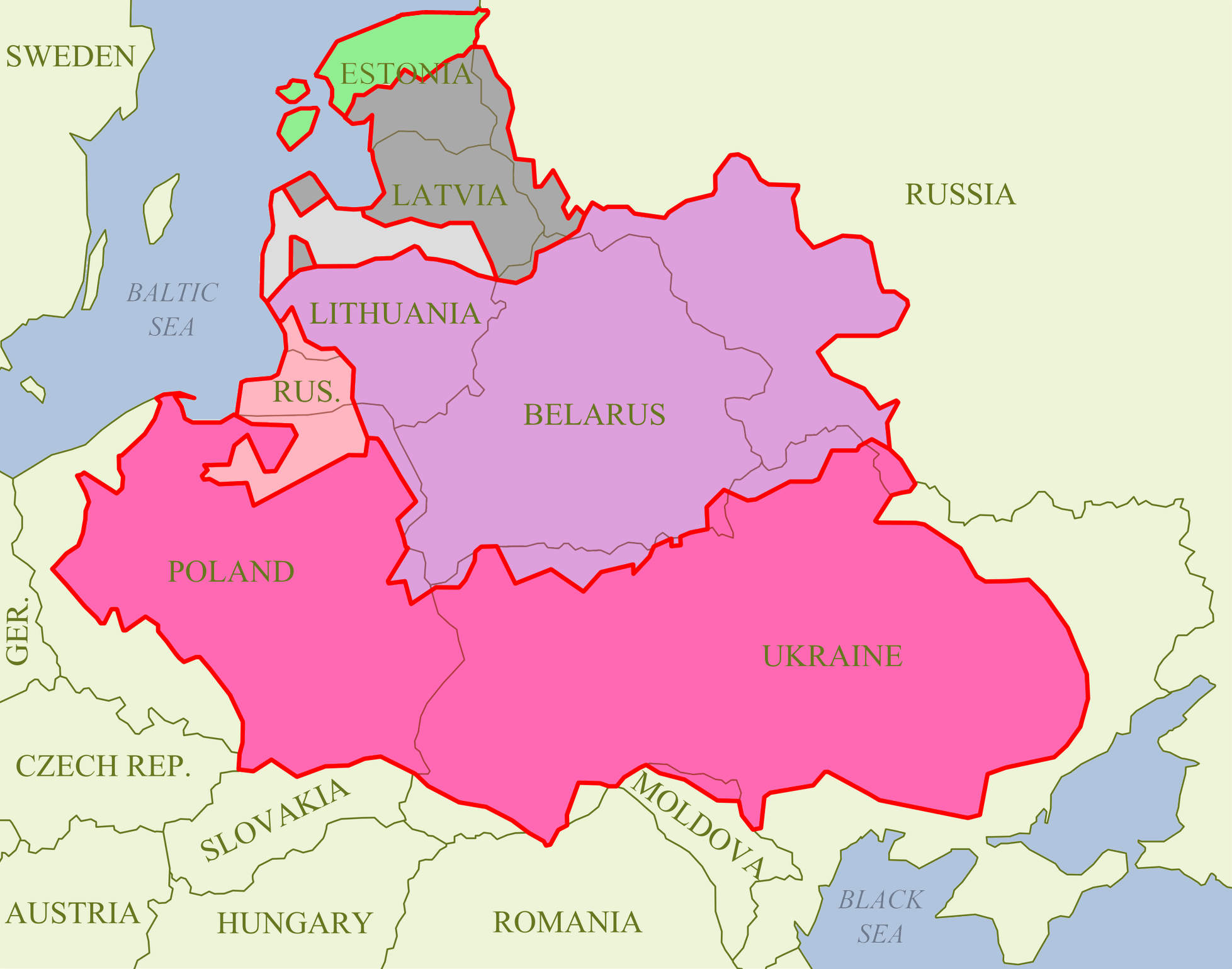
Ducatul Livoniei în gri închis

Între 1558 și 1583 se desfășoară Războiul Livonian. Locuitorii din nordul și vestul Livoniei (Courland, Vidzeme și Zemgale) acceptă credința luterană, în timp ce cei din Latgalia rămân catolici. În 1561, Livonia devine un ducat vasal al Marelui Ducat al Lituaniei. Opt ani mai târziu, când s-a format Uniunea statală polono-lituaniană, Livonia a devenit un domeniu al Coroanei.
În timpul Războiului polono-suedez (1600-1629), multe teritorii ale Livoniei intră în componența Regatului Suediei, printre care și orașul Riga (1621), acesta devenind în scurt timp cel mai dezvoltat oraș suedez. Vidzeme era cunoscut drept grânarul Suediei.

## Imperiul Rus
Livonia suedeză a intrat în cadrul Imperiului Rus în 1721, iar Livonia poloneză a intrat în componența Rusiei la a doua împărțire a Poloniei, în 1793. Datorită noilor achiziții teritoriale, prin Vidzeme și Riga, Rusia obținuse un coridor strategic spre Europa. Șerbia a fost anulată în Courland în 1818, în Vidzeme în 1819, iar în Latgalia în 1861. Letonia a devenit una din cele mai dezvoltate provincii ale Imperiului Rus la mijlocul secolului al XIX-lea. De asemenea, la mijlocul secolului al XIX-lea au loc mișcări de renaștere națională, inspirate din revoluțiile europene.

## Republica Letonia
La scurt timp după Primul Război Mondial, la 18 noiembrie 1918 are loc proclamarea independenței Republicii Letonia. Rusia sovietică ocupă majoritatea teritoriilor letone, proclamând RSS Letonă, însă va fi învinsă de trupele letone și polone, iar în 1920, Rusia sovietică va recunoaște noul stat independent.

## RSS Letonă
Estonia a fost ocupată de Uniunea Sovietică în iunie 1940 ca urmare a pactului Ribentrop-Molotov și declarată republică sovietică în august 1940. Letonii au proclamat independența la 4 mai 1990, iar la 6 septembrie 1991, URSS recunoaște independența Letoniei. 

## După 1990
În anii 1990, Letonia s-a apropiat de Europa Occidentală, fiind legată cultural și istoric cu aceasta. La 31 august, toate trupele ruse sunt retrase din Letonia. În 1999 Letonia începe negocierele pentru a adera la Uniunea Europeană. A devenit membră a NATO pe 2 aprilie 2004 și a Uniunii Europene pe 1 mai 2004, și a spațiului Schengen la 21 decembrie 2007.